# 電話線
电话线或电话线路是一个单用户电话通信电路系统。电话线是一种物理线路或者说是一种将用户电话设备连接到电信网路的媒介，并且通常每个用户有一个电话号码来进行计费。电话线路是用来提供固定电话服务和数字用户线(DSL)互联网服务的前提。电话线接入到公共交换电话网络中。
1878年，贝尔电话公司开始使用双线式电路（称为本地环路）来把每个用户的电话连接到终端办公室，通过执行一些电气开关来将语音信号传输到更远的电话设备。
这些电线通常是铜导线，也有一些是铝导线，固定在相隔约25厘米（10英吋）双股线中，位于地面上方，后来成为雙絞線电缆。现代线路可能铺设在地下，传输模拟或数字信号，也可能一个将模拟信号转换为数字信号传输的设备，用来在载体系统上进行数-模转换。
通常客户端被连接到一个数据存取装置，电话公司的电线连接到电话耦合器。
在大多数情况下，每个从家里或其他小型建筑到本地电话交换机的电话线路都有两根铜导线（正极线和负极线）。通常每个大楼都有一个中央接线盒，电话线从电话插孔接入到建筑的各个位置，进行交换的线可以根据特定的电话服务进行不同的配置。接线盒之间的连接和交换机一起被称为本地环路、交换网络、或者接入网络。
在美国绝大多数的房屋使用6位的模块化插孔，将铜线的四个导体连接到接线盒。这些电线可能在本地电话交换机连接到两个电话线，此时插口是RJ14。更多的时候，只有两个导线连接到交易机的一个电话线，而其它的并不连接。在这种情况下插口是RJ11。
老房子的墙体中常常使用2对22AWG（0.33毫米²）固体铜线电缆：“1号线”使用红／绿色对而“2号线”使用黄对／黑色对。在新房子中最常见的电话电缆是5类双绞线--4对22AWG（0.33毫米²）固体铜，在房子的墙壁里面，位于外部接线盒和内部墙壁插口之间。
大型建筑物内，在连接到电话公司POP的室外电缆中，许多电话线使用25对色码捆绑在一根电缆中。